# Svartryggig törnkråka
Svartryggig törnkråka (Cracticus mentalis) är en fågel i familjen svalstarar inom ordningen tättingar.

## Utseende och läte
Svartryggig törnkråka är en medelstor svartvit tätting med lång, krokspetsad näbb. Jämfört med flöjtkråkan är den mindre, med svart på huvud och ansikte men vit på hakan. Vidare har den svart rygg, svarta vingspetsar och mestadels svart stjärt. Näbben är ljus med mörk spets. Lätena liknar grå törnkråka, med rullande skrockande toner.

## Utbredning och systematik
Svartryggig törnkråka delas in i två underarter med följande utbredning:
- Cracticus mentalis mentalis – förekommer på savannen på sydöstra Nya Guinea (Merauke till Port Moresby)
- Cracticus mentalis kempi – förekommer i norra Queensland (Kap Yorkhalvön)

### Familjetillhörighet
Törnkråkorna i Cracticus, flöjtkråkan (Gymnorhina tibicen), kurrawongerna i Strepera samt de två arterna i Peltops placerades tidigare i den egna familjen Cracticidae. Dessa är dock nära släkt med svalstararna i Artamidae och förs allt oftare dit.

## Status och hot
Arten har ett stort utbredningsområde, men tros minska i antal, dock inte tillräckligt kraftigt för att den ska betraktas som hotad. Internationella naturvårdsunionen IUCN listar arten som livskraftig (LC).